# 헤이든 스티븐슨

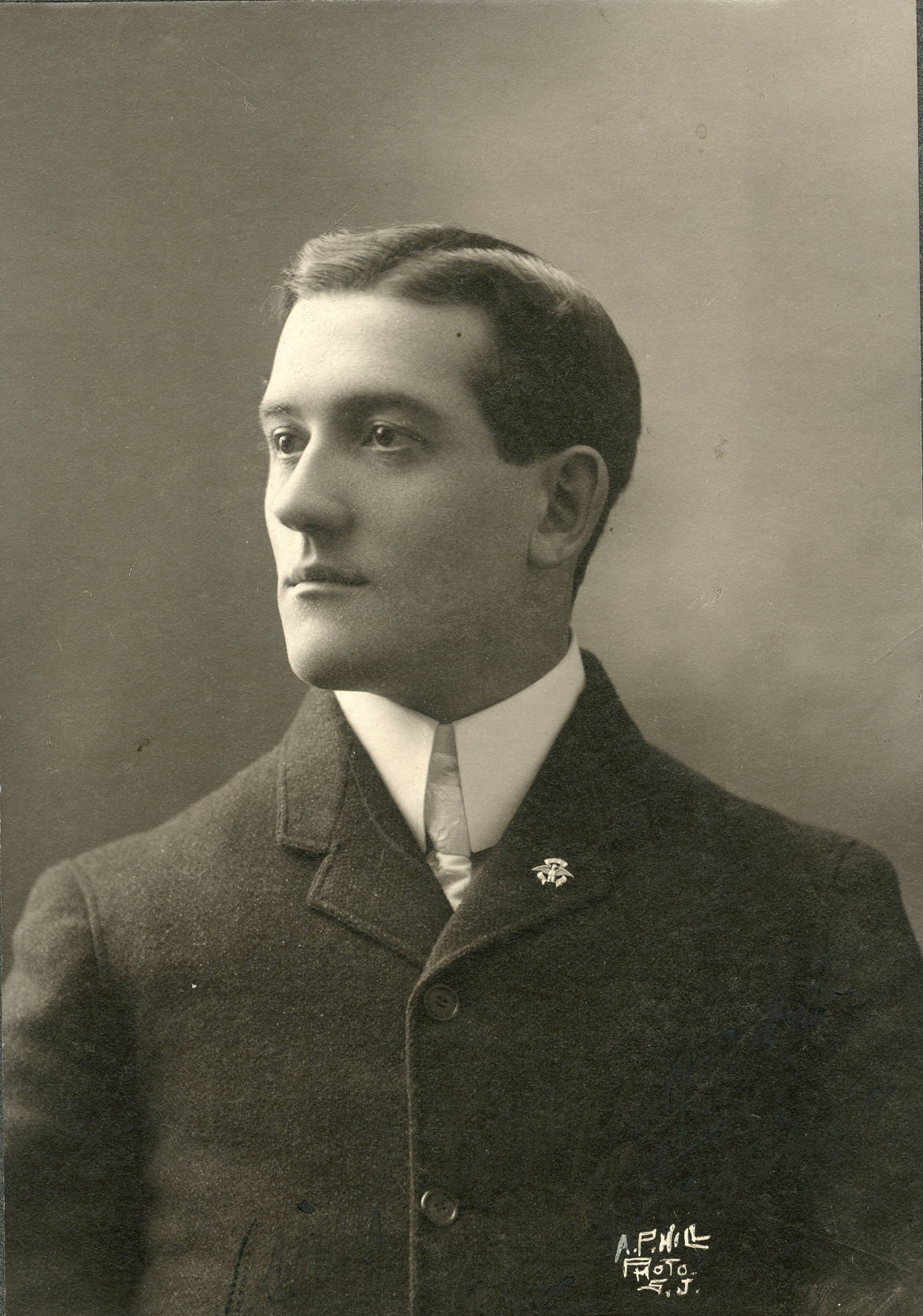

헤이든 스티븐슨(Hayden Stevenson, 1877년 7월 2일 ~ 1952년 1월 31일)은 미국의 배우이다.
조지타운에서 태어났으며 로스앤젤레스에서 사망하였다.

## 영화
- 블루스의 탄생 (1941년)
- 싱 유 시너스 (1938년)
- 디 아퀴틀 (1923년)